# Phallaria wayii
Phallaria wayii är en fjärilsart som beskrevs av Johann Gottlieb Otto Tepper 1882. Phallaria wayii ingår i släktet Phallaria och familjen mätare. Inga underarter finns listade i Catalogue of Life.